# Fantasmas da Guerra Civil Americana
Contos de fantasmas da Guerra Civil americana têm sido partilhados desde o seu fim. Entre os locais que se tornaram conhecidos pelas histórias de fantasmas da Guerra Civil estão o campo de batalha de Sharpsburg perto de Sharpsburg, Maryland; o campo de batalha de Chickamauga na Geórgia; Harpers Ferry, Virgínia Ocidental; Buras, Luisiana; e Warren, Arkansas.

## Gettysburg
A Batalha de Gettysburg foi a maior batalha na América do Norte e tem muitas histórias de fantasmas. A cave do Orfanato dos Soldados é dita ser tão assustadora que videntes que não entram na casa, devido à sua lenda. A Taberna Herr foi construída em 1815, mas durante a batalha foi usada como o primeiro hospital Confederado em Gettysburg, onde amputações frequentemente resultavam em membros serem atirados pela janela para serem depois recolhidos, só para muitos dos soldados morrerem depois. Como resultado, quatro dos quartos de hóspedes estão supostamente assombrados, e os quartos estão numerados de forma a que não exista o quarto 13.
O interesse de fantasmas e Gettysburg continua até aos dias de hoje. Recentemente, pessoas alegaram ver soldados fantasma, e por vezes até batalhas fantasma, em muitos locais à volta de Gettysburg, Pensilvânia. Oito empresas diferentes oferecem excursões fantasma em Gettysburg- algumas sazonalmente, e algumas durante o ano todo.
Um livro, Fantasmas de Gettysburg: Espíritos, Aparições e Locais Assombrados do Campo de Batalha, de Mark Nesbitt, detalha os relatos de aparições fantasmagóricas na área onde a Batalha de Gettysburg ocorreu em julho de 1863.

## Outros campos de batalha
Uma batalha não precisou de ser grande para histórias de fantasmas serem feitas. Uma quinta no norte da Geórgia está alegadamente assombrada por um fantasma associado com a Batalha da Quinta Kolb.
Uma das batalhas mais sangrentas foi a Batalha de Sharpsburg. Contos de avistamentos de fantasma da União e Confederados existem, que são alegadamente vistos a colocaram e alvejarem-se com a artilharia no campo de batalha.

## Fantasma de Lincoln

Abraham Lincoln, que supostamente assombra a Casa Branca.

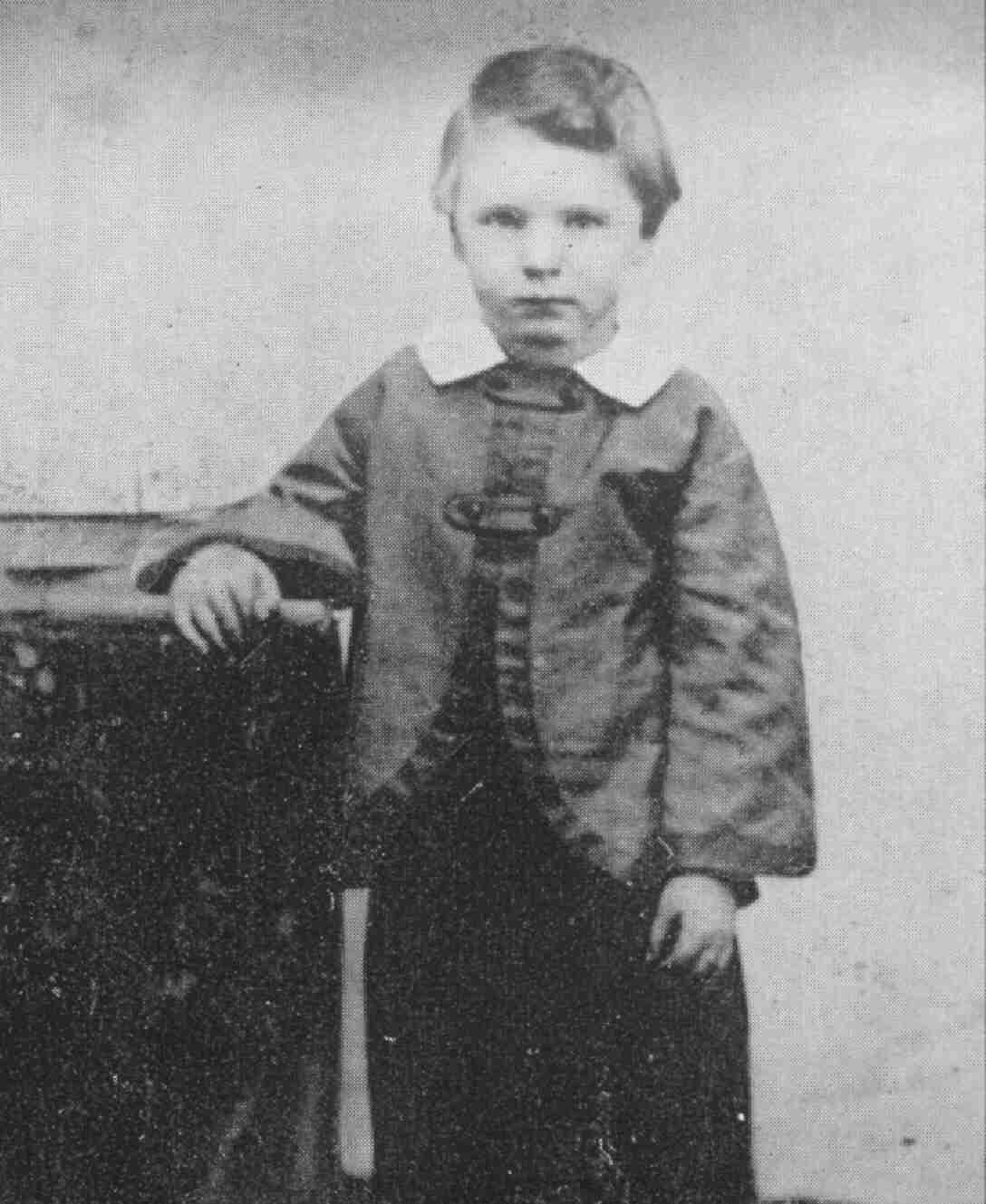
Willie Lincoln, que morreu na Casa Branca durante a presidência do seu pai

Abraham Lincoln à muito se diz assombrar a Casa Branca. A Primeira-Dama Grace Coolidge, esposa do Presidente Calvin Coolidge, foi a primeira a alegar ver o fantasma de Lincoln. Ela disse ter visto Lincoln a olhar para o Rio Potomac tristemente a partir da Sala Oval. Carl Sandburg alegou ter "sentido" Lincoln fazer o mesmo. Tanto a Rainha Guilhermina dos Países Baixos e Eleanor Roosevelt alegadamente viram o fantasma de Lincoln durante a Segunda Guerra Mundial no Quarto de Lincoln (escritório de Lincoln durante a guerra); a Rainha admitiu ter desmaiado depois de ver Lincoln com a sua cartola. Margaret Truman ouviu um som de batida atribuído ao fantasma tão frequentemente que Harry Truman ordenou que a Casa Branca fosse renovada. A filha de Gerald Ford, Susan Ford, fez questão de nunca dormir no Quarto Lincoln, com medo do fantasma. Maureen Reagan alegou ter visto o fantasma de Lincoln no Quarto Lincoln durante a administração do seu pai, Ronald Reagan. Outros que sentiram ou alegadamente viram o fantasma de Lincoln foram Harry Truman e Fala. O fantasma de Lincoln também foi alegadamente visto fora da Casa Branca. Em Loundonville, Nova Iorque, é dito que o fantasma de Lincoln assombra uma casa que era de uma mulher que estava presente no Teatro Ford quando Lincoln foi alvejado por John Wilkes Booth. Outros assombramentos de Lincoln incluem a sua sepultura em Springfield, Illinois, um retrato de Mary Todd Lincoln e um comboio fantasma nas noites de abril junto ao mesmo caminho do seu comboio de funeral indo de Washington D.C. para Springfield.
O último avistamento do fantasma de Lincoln foi no início dos anos 80, quando Tony Savoy, o capataz de operações da Casa Branca, veio à Casa Branca e viu Lincoln sentado numa cadeira no topo de uma escadas.
O filho de Lincoln, Willie, morreu durante a sua presidência. Uma empregada da Casa Branca durante a administração de Ulysses S. Grant alega ter visto o fantasma do falecido rapaz.

## Outros locais
A Casa Beauregard-Keyes em Nova Orleães é dita estar assombrada pelo fantasma do general Confederado P.G.T. Beauregard e um regimento inteiro de soldados fantasma a reencenar a Batalha de Shiloh, provavelmente a pior derrota de Beauregard que teve lugar a 667 km no sudoeste do Tennessee.
O Campo de Batalha de Fort Davidson em Pilot Knob, Missouri é dito ter alguma atividade como ouvir canhões a dispararem a meio da noite, e espíritos e sombras de soldados a andar ou correr.
A Pousada Rossborough no campus da Universidade de Maryland está alegadamente assombrada por um soldado Confederado que acampou no terreno da universidade, um homem que perdeu um duelo em frente da Pousada, e o mais famoso, Menina Bettie, que geria a Pousada durante a Guerra Civil. A Pousada servia como sede do General do Exército Confederado Bradley Tyler Johnson e a sua brigada de cavalaria em 1864, enquanto que o campus próximo era ocupado por soldados da União e Confederados.

## Literatura
- Coleman, Christopher K. Ghosts and Haunts of the Civil War (Nashville: Routledge Hill Press, 1998).
- Coleman, Christopher K. The Paranormal Presidency of Abraham Lincoln  (Atglen, PA: Schiffer, 2012).
- Nesbitt, Mark Ghosts of Gettysburg Vols. I-VIII (Gettysburg: self published).
- Roberts, Nancy Civil War Ghosts and Legends  (Columbia, SC: Univ. SC Press, 1992).